# Laurent Fressinet
Laurent Fressinet, Dax 30 november 1981, is een Franse schaker. Hij is sinds 2000 grootmeester (GM). Twee keer was hij kampioen van Frankrijk.

## Jeugd
Als 8-jarige leerde Fressinet schaken. 

In 1995 werd hij in Verdun derde bij het Europees kampioenschap schaken voor jeugd en in São Lourenço (Brazilië) tweede bij het Wereldkampioenschap schaken voor jeugd in de categorie tot 14 jaar.
In 1999 werd hij opnieuw tweede bij het WK voor jeugd, nu in de categorie tot 18 jaar.

## Individuele resultaten
- In 2001 won Fressinet een gerenommeerd snelschaaktoernooi in Parijs, door in de finale met 3.5–2.5 te winnen van voormalig wereldkampioen Boris Spasski.
- In 2003 werd hij tweede in Belfort.
- In 2004 won hij in Andorra.
- In 2004 en in 2006 werd hij tweede op het kampioenschap van Frankrijk.
- In 2006 en in 2007 werd hij tweede bij het Europees kampioenschap blitzschaak.
- Fressinet nam deel aan het toernooi om de Wereldbeker schaken in 2007, 2009, 2011, 2013, 2015 en 2017.
- In 2009[2] en 2011[3] werd hij Frans kampioen rapidschaak.
- Hij werd in 2010 voor de eerste keer kampioen van Frankrijk, na tiebreak tegen Romain Édouard.[4]
- In 2012 werd hij tweede in het Europees kampioenschap schaken, gehouden in Plovdiv.
- In 2012 won Fressinet de laatste ronde van de Franse Rapid Grand-Prix in Villandry en werd tweede in de Grand-Prix Finale in Ajaccio.
- In 2013 werd van 20 april tot 1 mei het Aljechin Memorial toernooi gehouden; Fressinet werd zesde (+1 =7 −1).[5]
- In 2014 werd Fressinet voor de tweede keer kampioen van Frankrijk, hij behaalde 8.5 pt. uit 11.[6]
- In mei 2014 won hij het 22e Sigeman & Co schaaktoernooi in Malmö, Zweden.[7]
- In oktober 2015 werd Fressinet gedeeld 1e–3e met Pendyala Harikrishna en Gabriel Sargissian bij het tweede PokerStars Isle of Man Internationaal schaaktoernooi, dat werd gehouden in Douglas
- In 2015 won hij het 4e Anatoli Karpov Trophy rapid-toernooi in Cap d'Agde door in de finale te winnen van Karpov zelf, met 3-1.[8]

Hij heeft er aan bijgedragen dat Frankrijk in 2006 vierde op de ranglijst van landen stond. 
Fressinet is de enige secondant van Magnus Carlsen die bij al zijn matches om het Wereldkampioenschap schaken onderdeel was van zijn team: zijn WK 2014 match tegen Viswanathan Anand, zijn  WK 2016 match tegen Sergej Karjakin en zijn WK 2018 match tegen Fabiano Caruana.
Een Frans team sloot zich in april 2019 bij de website Chess24.com aan. Fressinet werd de leidende figuur, anderen in het team waren Josif Dorfman en Jean-Baptiste Mullon.
Hij is met Almira Skripchenko getrouwd, grootmeester bij de dames. Sinds 2007 hebben ze een dochter.

## Nationale teams
Sinds 2000 nam Fressinet voor Frankrijk deel aan negen Schaakolympiades: 2000, 2004, 2006, 2008, 2010, 2012, 2014, 2016 en 2018; hij kreeg voor de Schaakolympiade van 2016, gespeeld in Bakoe, een prijs voor de beste speler aan het vierde bord.
Hij nam negen keer deel aan het Europees schaakkampioenschap voor landenteams: van 1999 tot 2011 evenals in 2015 en 2017. Daarbij behaalde hij in 2001 in León, zowel met het team als individueel als reservespeler, de tweede plaats, en in 2005 in Göteborg, zowel met het team als individueel met zijn resultaat aan het vierde bord, de derde plaats.

## Externe koppelingen
- (en)   Informatie over schaakpartijen van Laurent Fressinet op ChessGames.com
- (en)   Informatie over schaakpartijen van Laurent Fressinet op 365chess.com
- (en)  FIDE-ratinggegevens voor Laurent Fressinet